# Parents (revista)
Parents é a revista norte-americana mais antiga especialmente dedicada aos pais.
Atualmente é publicada pela empresa Meredith Corporation e tem como foco principal orientar os pais nas necessidades diarias dos seus filhos.
Mensalmente aborda temas relativos à saude das crianças, segurança, comportamento, disciplina e educação. Também publica informações sobre nutrição, moda, gravidez, casamento e beleza, para mulheres na faixa dos 18 a 35 anos.
A revista também tem informação disponivel através do seu website, podcasts e Goodyblog.
A revista foi fundada por George J. Hecht em 1926. Em 1978 foi vendida para Gruner + Jahr e em 2005 adquirida pela Meredith Corporation.
No Brasil parte de seu conteúdo é licenciado para circulação na revista Pais e Filhos, atualmente única publicação da chamada Editora Manchete ("spin-off indireta" da Bloch Editores).